# NFL Network
NFL Network è un canale tematico degli USA di proprietà della National Football League (NFL) è anche trasmesso in Canada e Messico. 

## Attività
Fu lanciato il 4 novembre 2003 e solo dopo 8 mesi tutti e 32 team della NFL votarono alla unanimità per la sua approvazione. La NFL investì 100 milioni di dollari per il canale.
La NFL Films produce pubblicità, programmi televisivi e film che trattano della NFL per la federazione omonima.
Si stima, che all'anno, la NFL Films produca circa 4.000 ore di filmati tra highlight e replay delle partite.
A partire dal stagione 2006 della NFL, il canale ha incominciato a trasmettere 8 partite in prima serata della regular season denominate Run to the Playoffs. Oltre alle partite live, il canale trasmette il Draft NFL dal 2006; il suo coverage è andato in competizione con quello dei canali ESPN e ESPN2.
La NFL Network trasmette dagli studi situati a Culver City, vicino a Los Angeles.
Il canale detiene l'esclusiva per la messa in onda delle finali del Superbowl.
Da settembre 2018 è disponibile anche in Italia tramite la piattaforma DAZN.

## NFL Network HD
NFL Network HD è un canale in HD che trasmette gli stessi programmi, in contemporanea di NFL Network. Fu lanciato nell'agosto del 2004.

## Esecutivi
- Steve Bornstein, Presidente e CEO;
- Steve Sabol, Presidente della NFL Films
- Howard Katz, Chief Operating Officer della NFL Films
- Judy Fearing, Vicepresidente del Marketing.